# Elidurus
Elidurus was volgens de legende, zoals beschreven door Geoffrey of Monmouth, meermalen koning van Brittannië van 326 v.Chr. - 291 v.Chr. Hij was de derde zoon van koning Morvidus en broer van Gorbonianus, Archgallo, Ingenius, en Peredurus.
Elidurus werd voor de eerste keer koning toen zijn broer, Archgallo, door de edelen werd afgezet. Vijf jaar later trof hij zijn broer in een bos, omhelsde hem, en bracht hem in het geheim naar een nabijgelegen stad. Hierop liet hij de edelen een voor een weten dat hij ziek was, en dat ze hem moesten bezoeken. Tijdens die bezoeken eiste Elidurus van de edele trouw aan Archgallo, of hij zou worden onthoofd. Toen alle edelen op die manier hun trouw hadden gezworen, bracht Elidurus zijn broer naar York. Daar deed hij afstand van de troon, en Archgallo werd voor de tweede keer gekroond.
Toen Archgallo tien jaar later stierf werd Elidurus opnieuw koning. Hij regeerde enkele jaren, zoals zijn oudste broer Gorbonianus had gedaan. Zijn twee jongere broers Ingenius en Peredurus echter verzamelden legers achter zich en vielen Elidurus aan. Ze namen hem gevangen, en sloten hem op in een bewaakte toren in Trinovantum. Elidurus zou meer dan zeven jaar opgesloten blijven.
Nadat eerst Ingenius en daarna ook Peredurus waren gestorven kwam het koninkrijk voor de derde maal toe aan Elidurus. Hij regeerde nog korte tijd en werd na zijn dood opgevolgd door een naamloze zoon van Gorbonianus.